# Franco Ventriglia

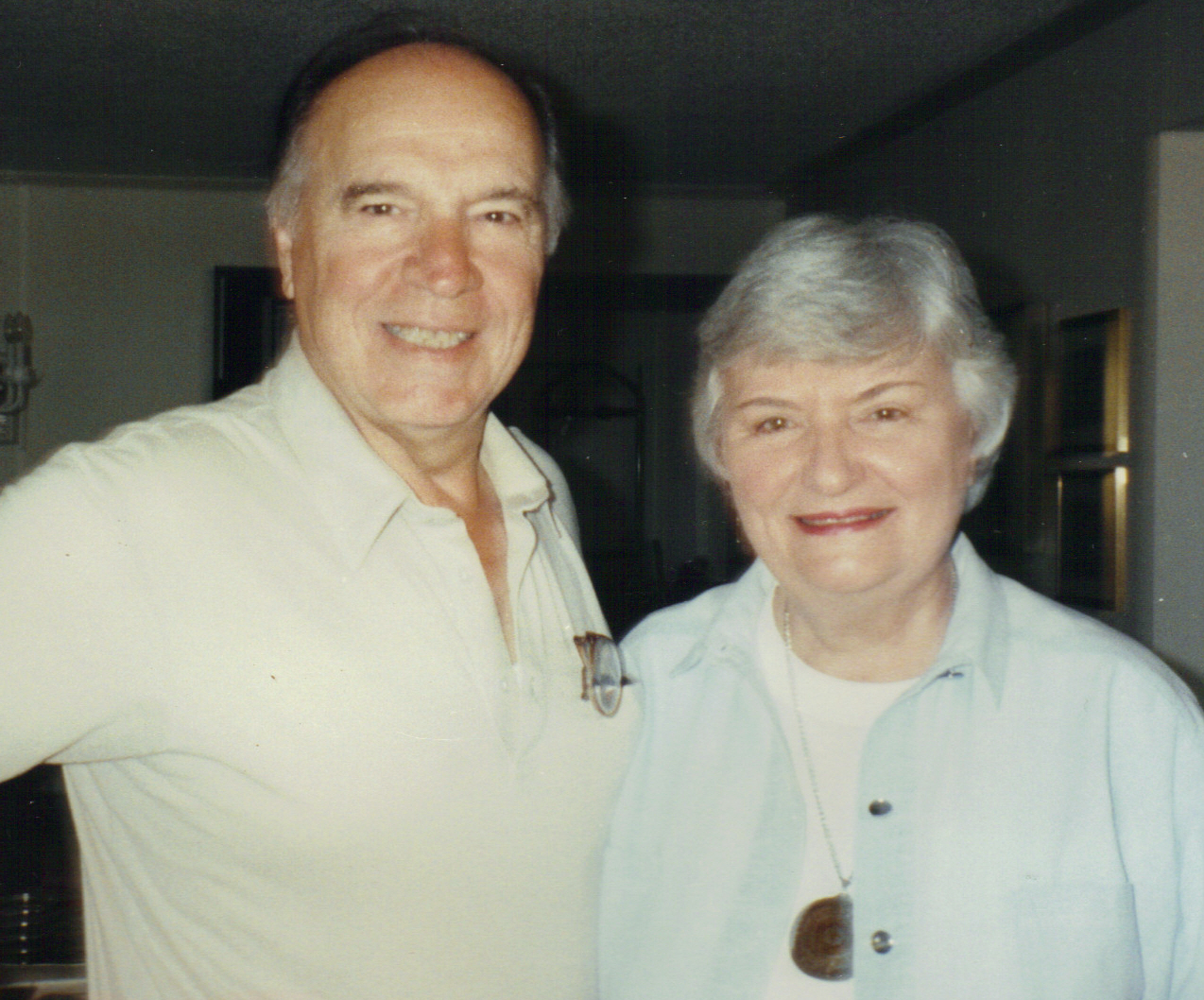
Franco Ventriglia

Franco Ventriglia (* 20. Oktober 1922 in Fairfield, Connecticut; † 28. November 2012 in Wallingford, Connecticut) war ein US-amerikanischer Opernsänger in der Stimmlage Bass.

## Leben

### Familie und Anfänge
Ventriglia wurde als Sohn italienischer Einwanderer in Connecticut geboren. Seine Eltern Salvatore und Rosa Ventriglia besaßen eine Gemüsefarm, auf der Ventriglia aufwuchs. Er besuchte die Roger Ludlowe High School in Fairfield, die er 1941 abschloss. Er verpflichtete sich beim United States Marine Corps und diente während des Zweiten Weltkrieges im Ersten Marine-Luftwaffengeschwader (1st Marine Aircraft Wing) im Südpazifik. Nach Beendigung seines Kriegsdienstes arbeitete er in der Tankstelle seines Bruders in Easton. Dort wurde der Gesangslehrer Mario Pagano auf Ventriglias Talent aufmerksam. Nach einem erfolgreichen Vorsingen studierte Ventriglia ab 1947 bei Pagano Gesang an der American Theatre Wing Professional School.
Ventriglia arbeitete, um seinen Lebensunterhalt zu verdienen, als Inspektor und Kontrolleur (Inspector) bei der Sikorsky Aircraft Corporation in Stratford und sang bei lokalen Konzerten. Nachdem der Firmenchef Igor Sikorski, ein Musikliebhaber, einige von Ventriglias Konzerten in Bridgeport gehört hatte, stellte er Ventriglia einen Tag pro Woche von der Arbeit frei, damit dieser seine Gesangsstudien in New York City fortsetzen konnte.
Nach Paganos Tod gingen Ventriglia und seine Frau Jean Armstrong Ventriglia 1954 nach Italien. Bei der Überfahrt mit dem  Ozeandampfer SS Constitution, bei der Ventriglia für Passagiere der Ersten Klasse ein Konzert sang, in dem er auch Kerns Ol’ Man River vortrug, lernte er einem US-amerikanischen Geschäftsmann kennen, der ihm empfahl, die berühmte Koloratursopranistin und Gesangslehrerin Toti dal Monte aufzusuchen, die in Rom unterrichtete. Ventriglia setzte dann seine Gesangsstudien in Rom bei Toti dal Monte fort.

### Karriere als Sänger
Sein professionelles Operndebüt gab er 1956 am Teatro Massimo in Palermo in der Oper Die Meistersinger von Nürnberg. 1960 sang er an der Lyric Opera of Chicago. 1961 war er am Opernhaus von Monte Carlo zu hören. Von 1961 bis 1964 trat er beim Wexford Festival in Irland auf, 1963 auch beim Edinburgh Festival in der Oper Luisa Miller.
Seit 1963 trat er häufig am Teatro San Carlo in Neapel auf; seit 1965 auch am Teatro Comunale in Bologna und am Teatro Regio di Parma. 1964 gastierte er am Opernhaus Rom, 1963 sang er am Opernhaus in Kairo, seit 1969 regelmäßig auch in Genua. Weitere Gastspiele hatte Ventriglia am Teatro Regio di Torino (1972), am Teatro La Fenice in Venedig, am Teatro Comunale di Firenze und an der Mailänder Scala. Er gastierte an der Wiener Staatsoper (1974–1976) und sang in Amsterdam (1965), Dublin (1965), London (1969) und am Opernhaus von Dallas. Er sang bei den Festspielen in der Arena di Verona (1958–1959) und bei den Festspielen in den Caracalla-Thermen in Rom. Er trat auch in der New Yorker Carnegie Hall auf. Außerdem war er Bass-Solist beim Abschlusskonzert anlässlich der Beendigung des Zweiten Vatikanischen Konzils, wo er in Anwesenheit von Papst Paul VI. im Vatikan auftrat. 1984 sang er an der Connecticut Opera die Rolle des Oroveso in Norma, 1986 dort den Basilio in der Oper Der Barbier von Sevilla. In der Spielzeit 1986/87 gastierte er im März 1987 an der Florentine Opera in Milwaukee als Commendatore in Don Giovanni.
Zu den wichtigen Bühnenrollen Ventriglias gehörten: Raimondo in Lucia di Lammermoor, Ferrando in Il trovatore, König und Ramfis in Aida, Dr. Grenvil in La traviata, Conte di Walter und Sekretär Wurm in Luisa Miller, Sparafucile in Rigoletto, der Großinquisitor in Don Carlos, Colline in La Bohème, Timur in Turandot und Alvise in La Gioconda.
Ventriglia trat auch als Konzertsänger in Erscheinung. Seine Karriere dauerte sehr lange, über 47 Jahre. Sein letztes Konzert gab er im Alter von 79 Jahren.

## Tondokumente
Ventriglia ist auch, meist in kleineren Rollen, in einigen Operngesamtaufnahmen zu hören. Die Aufnahmen erschienen hauptsächlich bei RCA. Er sang unter anderem Dottore Grenvil in La Traviata (1961), neben Anna Moffo und eine kleine Rolle in Manon Lescaut (1957) neben Maria Callas und Giuseppe Di Stefano. Außerdem nahm er geistliche Werke von Johann Sebastian Bach und Franz Schubert auf.